# 国山ハセン
国山 ハセン（くにやま はせん、1991年〈平成3年〉1月5日 - ）は、元TBSテレビアナウンサー。2022年12月31日に同局を退社してからは、PIVOT株式会社の契約社員としてビジネス系動画コンテンツのプロデューサーを務めるかたわら、タレントとしても活動している。

## 来歴
イラク出身の父と神戸出身の母の間の子として、東京都大田区で生まれた。名前の「ハセン」はアラビア語で、「美しい」という意味を持つ。大田区、八王子市育ち。
大田区立東調布第一小学校、大田区立東調布中学校、中央大学杉並高等学校、中央大学商学部卒業。幼少期からサッカーを習い、中学と高校はサッカー部、大学では準体育会サッカー同好会に所属していた。
大学在学中の就職活動でTBSテレビのアナウンサー試験を最初に受けたところ、他社の採用試験へ応募する前に入社が内定したため、卒業後の2013年4月1日に入社。入社式のイベントを兼ねて収録された『ジョブチューン アノ職業のヒミツぶっちゃけます!』で、放送上の番組デビューを果たした。同期のアナウンサーは、熊崎風斗・小林由未子と、一般職で採用された笹川友里（2014年からアナウンサーとして勤務した後に2021年2月28日付で退職）がいる。ちなみに、アナウンサーとしては、『夏サカス2013 笑顔の扉 デリシャカス〜番組グルメでおもてなし〜』のPRを目的に結成された「デリシャカス食べ歩き隊」から、熊崎・小林と共に活動を開始。2013年10月改編から、3人揃って『Nスタ』へのレギュラー出演を開始した。『Nスタ』では、日曜版のメインキャスターを経て、2019年9月まで平日版のサブキャスター（月曜日 - 木曜日分）を担当していた。
その一方で、2014年4月から3年間『王様のブランチ』で進行役を務めたほか、10月から5年間にわたって『アッコにおまかせ!』のアシスタントを担当。2015年に放送された「TVer」のテレビCMには、TBSテレビを代表するキャラクター役で出演していた。
2019年9月30日から2021年3月26日までは、『グッとラック!』の司会（メインMC）に専念。『グッとラック!』の終了後はテレビ番組へのレギュラー出演から遠ざかっていたが、2021年6月27日から8月22日まで『アッコにおまかせ!』のアシスタントへ復帰していた。さらに、2021年の夏季に開催された2020年東京オリンピックでは、報道系アナウンサーの1人として同局担当分の競技中継や関連番組へ出演していた。
2021年8月30日からは、『news23』のサブキャスターを担当。放送上の肩書は「キャスター」で、『news23』シリーズのニュースキャスターをTBS→TBSテレビの現職男性アナウンサーがレギュラーで務める事例は、小川彩佳（テレビ朝日出身のフリーアナウンサー）を単独でメインキャスターに起用した2019年6月のリニューアルで上司の駒田健吾が降板して以来およそ2年3か月振りである。
2022年5月に、3週間の育児休暇を取得し、5月9日から5月27日まで『news23』を休演、5月30日から復帰。
2022年9月30日深夜（10月1日未明）放送分の『news23』のエンディングで、TBSテレビを年末に退社することを発表した。12月31日付でTBSテレビを退社し、2023年1月に「映像プロデューサー」として株式会社PIVOT（佐々木紀彦CEOの下でウェブメディアを運営するスタートアップ）との間でプロフェッショナル契約を締結した。PIVOT社では「アナウンサー」として活動せず、映像コンテンツの制作を主に手掛けているが、一部のコンテンツにはMC（進行役）として登場。PIVOTの社外でも、同月からユニクロのテレビCMに出演するなど、タレントとしての活動を始めている。
2023年10月19日に、第13回イクメン/男性育休オブザイヤー2023「男性育休タレント部門」を受賞した。

## 転身に関して
本人によれば、「『news23』を担当するうちに、新たに挑戦したいことが見付かった」とのことで、同番組には2022年内の最終回（12月23日深夜放送分）まで出演。一方で退社後に、『グッとラック!』の司会を務めていた28歳の時に、フリーランスになったら売れるかなということを「リアルに考え始めた」が、『グッとラック!』が終了した時にその悔しさから「絶望、失望」を感じて、辞めてやろうみたいな思いになり、会社にも時々行く程度になったということで、この番組の終了が退社の引き金だったと打ち明けている。
- 民放基幹局（TBSテレビ）のアナウンサーからスタートアップ企業（PIVOT社）の映像プロデューサーへ転身した直接のきっかけは、「次世代のビジネスメディアを作る」「日本をPIVOTする（日本社会の方向性を転換させる）」というPIVOT社のミッションへ共鳴したことにある[1]。もっとも、転身の直後に受けた『Yahoo!ニュース』からの独占インタビューでは、TBSへの入社5年目あたりからキャリアチェンジについて悩み続けていたことを告白している[14]。
  - 本人によれば、「（在職中の）TBSテレビには、『新しい動きがあっても、その（動きを軌道に乗せるまでの）スピードが遅い』『担当番組が変わっても、スタッフ、企画の取り上げ方、画（映像）の見せ方などにずっと変わっていないところがある』といった点で停滞や世間との乖離を感じていた」[4]とのことで、一時はフリーアナウンサーへの転身も視野に入れていたという[14]。その最中に、日本テレビのアナウンサーだった桝太一が同志社大学ハリス理化学研究所の専任所員、テレビ朝日のアナウンサーだった富川悠太がトヨタ自動車の社員へ転身。いずれも自身より先輩（少し上の世代）で、転身先でも映像メディアへ定期的に露出する機会を得ていること[注 2]から、2人のようなキャリアチェンジに踏み切ることを決意した。結局、TBSテレビの局内で安住紳一郎（先輩アナウンサー）などを相手に10回ほどの面談を重ねたうえで、入社9年目の途中に円満退社[19]。その間には、『グッとラック!』のパネラーだった西村博之にも、テレビ電話を通じて転職を相談したという[20]。

アナウンサーから映像プロデューサーへの転身に際しては、「（担当）番組、社内の環境、人（同僚）には本当に恵まれていて、アナウンサーになって良かったことも無数にある」という表現でTBSテレビへの感謝の意を示しつつ、「30代の前半で大企業（TBSテレビ）からスタートアップ企業（PIVOT社）に行った自分をモデルに、（同世代の社会人による）転職や挑戦を後押しするような番組（映像コンテンツ）をターゲット（になる社会人）へ真っ直ぐに届けたい」との抱負を明かしている。ちなみに同社には、2023年12月まで毎日放送（TBSテレビ系列の準基幹局）のアナウンサーだった野嶋紗己子も、2024年1月から国山と同様のポジション（「MC兼コンテンツプランナー」）で参画している。
- 実際には転身を機に、TBSテレビやPIVOT社が制作に関与していない番組や、同局で放送されるCMにも登場[20]。ユニクロのテレビCM（TBSテレビ退社翌月の2023年1月27日から放送）への出演については、「『これから1歩を踏み出す』というCMの内容が（撮影に臨んだ際の）自分の心境とも重なって、とても楽しかった」と述べている[15]。

## エピソード
- レーシック手術を受けるため、『news23』で2022年11月23日から11月25日まで眼鏡を着用して出演していた[23]が、11月28日には眼鏡無しで出演した。
- TBS在籍時に『Nスタ』を担当していた際に、藤井聡太棋士の取材で、「勝負飯」の取材ばかり行かされたことに疑問を感じており、もっと将棋を深く伝えるべきと考えていた[24]。

## 資格・免許
普通自動車免許　大型二輪免許、PADIオープンウォーターダイビングライセンス、IELTS 6.0　 

## 趣味・好みなど
趣味はhip hopなどの洋楽類を聴くこと、映画鑑賞、読書。好きな食べ物・飲み物は、鮨、日本酒、黒糖焼酎。秋田、奄美大島へ行くことが好き。スポーツ類はワークアウト、サッカー。

## 私生活
姉はノルウェー在住。母方のルーツは奄美大島群島。
普段料理はしない性格で、2020年7月21日放送の『グッとラック!』でポテトサラダを人生で初めて作ったが、試食時には共演者から渋い評価を受けた。
2020年2月14日に4歳年下の一般女性と結婚したことを2020年2月17日放送分の『グッとラック!』で発表。結婚を機に妻と話し合って、仕事を辞めてもらった、と9月30日放送の『グッとラック!』で明かしている。
2022年2月26日に第1子（長男）が誕生していたことを2022年3月5日放送分の『週末ノオト』（この日まで毎月第1週にパートナーを務めていたTBSラジオの生ワイド番組）で報告。5月には、3週間の育児休暇を取得した。
YouTuber芸人のフワちゃんとは親友である。

## 出演番組

### TBSのアナウンサー時代

#### テレビ
レギュラー番組
- 早ズバッ!ナマたまご（水曜日 - 金曜日担当、2013年10月2日 - 2014年3月28日）
- みのもんたの朝ズバッ!→朝ズバッ![注 3]（水曜日 - 金曜日担当、2013年10月2日 - 2014年3月28日）
- JNNニュース（日曜昼枠キャスター、2014年4月6日 - 6月29日および2015年1月1日最終版）
- 王様のブランチ（進行アナウンサー、2014年4月5日 - 2017年3月25日）
- ひるおび!（コーナー担当、2014年3月31日 - 遅くとも2017年3月）
- Nスタ
  - 平日版：月曜日・火曜日担当（2013年9月30日 - 2014年3月25日）/月曜日 - 木曜日サブキャスター（2017年4月3日 - 2019年9月26日）
  - 日曜版：メインキャスター（2014年4月6日 - 6月29日、2016年4月3日 - 2017年3月26日）
- アッコにおまかせ!（アシスタント、2014年7月6日 - 2019年9月29日・2021年6月27日 - 8月22日) (番宣ゲスト、2022年12月18日)
  - 一部コーナーへの出演を経て、2014年10月5日から番組全編の進行を担当。『グッとラック!』メインMCへの起用を機に、いったん離脱していた。復帰は諸事情による暫定措置であったため、2020東京オリンピックなどとの兼ね合いによる休演日（2021年7月18日・8月1日）にアシスタント代理を務めていた宇内梨沙（後輩アナウンサー）が、2021年8月29日放送分からアシスタントへ正式に就任。
  - 『news23』サブキャスターへの就任を機に再び離脱したため、初日の本番を終えた直後には、司会の和田アキ子から電話で「『おまかせ』のことは忘れて、バラエティ感（バラエティ番組を進行する時のような雰囲気）を出さずにニュースを誠実に伝えなさい」と激励されたという[36]。
  - TBSからの退社を前に、2022年12月18日放送分へ「ゲスト」として出演。自身がMC陣に名を連ねていた『報道の日2022』（2022年12月25日）の告知が本来の目的だったが、和田から「生ドッキリ」（入社当時の発言を振り返る企画や『news23』のメインキャスター・小川彩佳から寄せられたメッセージVTRのサプライズ放送）を仕掛けられたことを受けて、退社に関する挨拶を視聴者に向けて披露した。国山にとっては2度目のアシスタント降板以来およそ1年4か月振りの出演で、和田からは「君（国山）にはかねてから『TBSを背負って立てる』と期待していたが、（退社は）本人が決めたことだから（仕方がない）。君なら『どこへ行ってもやれる』と思うから、頑張って（欲しい）」とのエールを送られていた[37]。
- スーパーサッカー（2015年4月4日未明 - 2019年9月23日未明）
  - BS-TBS版・スーパーサッカーJ+（2015年4月3日 - 2017年3月24日）<地上波よりも先行放送>
- グッとラック!（2019年9月30日 - 2021年3月26日）- メインMC
  - 他のレギュラー番組をすべて降板したうえで臨んだことから、本人は番組の終了後に、「やり甲斐のある仕事だった」と述懐している[7]。
- 2020東京オリンピック
  - TBS放送分の競技中継で、国際放送センターのTBSスタジオ内に設けられていた「情報ステーション」から、同局で中継しない競技の見どころ・結果を他の報道系アナウンサーと交互に紹介。かつてレギュラーで出演していた『ひるおび!』内でも、関連コーナーのプレゼンターとして随時出演していた。
- news23（月曜日 - 金曜日キャスター、2021年8月30日 - 2022年12月23日[38]）

単発・不定期など
- 音ボケPOPS（BS-TBS/2014年3月2日 - 3月16日）
- TBSニュースバード（CS放送。深夜→平日午前のニュースを不定期で担当）
- JNNスポーツ&ニュース（2015年1月3日・1月4日）
- CDTVスペシャル! 音楽の日朝までライブ（2015年6月27日）
- CDTVスペシャル! 年越しプレミアライブ
  - 2017→2018（2017年12月31日 - 2018年1月1日）
  - 2018→2019（2018年12月31日 - 2019年1月1日）
- スイモクチャンネルシリーズ（BS-TBS） - アナウンサー企画（「TBSアナが本気で歌ってみた」など）へ随時出演
- 週刊さんまとマツコ（2021年6月27日）
  - 「悩める男性アナ」として、後輩アナウンサーの渡部峻とともに収録へ参加。「『グッとラック!』が終わってから（収録の時点で）次のレギュラー番組が決まっていないので、今後の働き方や将来に不安を持っている」との悩みを、MCの明石家さんまとマツコ・デラックスに打ち明けていた[7]。ただし、実際には放送の当日（番組の放送前）から『アッコにおまかせ!』の進行役へ暫定的に復帰。
- 世界ふしぎ発見! - 「ミステリーハンター」として不定期でロケに登場
- 水曜日のダウンタウン（不定期、コーナー企画の進行役）

#### ラジオ
いずれもTBSラジオの番組
- キャイ〜ンの、今宵も最高潮 大儀であった!（コーナー担当、2014年4月7日 - 12月29日）
- ザ・トップ5（「シーズン4」水曜日パーソナリティ、2014年10月1日 - 2015年3月25日）
- TOKYO JUKEBOX（火曜レギュラー、2016年9月27日 - 2017年3月21日）
- 週末お悩み解消系ラジオ ジェーン・スー相談は踊る（2015年2月14日）
- 週末ノオト（第1土曜日パートナー、2021年1月9日[39] - 2022年3月5日）

### TBSからの退社後

#### テレビ
- 踊る!さんま御殿!!（日本テレビ、2023年3月7日）
  - 「華麗なる転身!セカンドキャリア有名人スペシャル」に、ゲストの1人として参加。TBSテレビのアナウンサー時代に『週刊さんまとマツコ』（前述）へ出演した際に、「（収録の前まで担当していた）レギュラー番組が無くなったので、（今後の身の振り方を）どうしたらいいですか?」とさんまに相談したところ、さんまから「（同局を）退社や!」と即答されたことが映像プロデューサーへの転身につながったことを本人の前で告白した[40]。
- 1時50分からはスローでイージーなルーティーンで（関西テレビ、2023年5月30日） - ゲストパネラー

以下はいずれも、フジテレビ制作の全国ネット番組。
- ワイドナショー（2023年4月9日・6月4日・10月29日） - 「コメンテーター」としてゲスト出演[24]
- トークィーンズ（2023年4月27日） - TBS在籍時代から親交のあるフワちゃん（レギュラーパネラー陣の1人）と共演[41]
- 突然ですが占ってもいいですか?（2023年7月17日）
- ネプリーグ（2023年8月28日）
- ぽかぽか（2023年10月31日） - 同じく元TBSアナウンサーの吉川美代子とコーナー「ぽいぽいトーク」へ出演

#### ラジオ
- フワちゃんのオールナイトニッポン0（ニッポン放送、2023年8月14日） - ゲスト
- 木曜ツギハギ国山ハセンのまじマジ（2024年10月3日 - 2025年3月27日）朝日放送ラジオ - MC

#### インターネット
自身やPIVOT社が制作に関与しない番組のみ記載
- ABEMA Prime（ABEMA）
  - 2023年1月13日[42]：コメンテーター
  - 2023年3月17日：MC代理
    - 本来のMCである平石直之（テレビ朝日アナウンサー）の休暇に伴う代演で、『news23』からの卒業以来初めて報道番組を進行[43]。
- 長野智子のテレビなラジオ（AuDeeから2023年2月7日・14日にオンデマンド配信）[44]

## テレビCM
TBSテレビ退社後の出演分のみ記載
- ユニクロ「空港編」（2023年1月23日 - ）
  - 綾瀬はるか・桐島はんな（桐島かれんの次女でアートディレクター）と共演[15]。PIVOT社での活動を始めたタイミングで放送することを前提に制作されたことから、自身がワンショットで写っている映像には、「テレビ局からWebメディアへ　国山ハセン」という字幕が添えられている。
- Adobe Acrobat DC（2025年3月 - ）[45]